# Кузьмин, Борис Аркадьевич
Бори́с Арка́дьевич Кузьми́н (28 ноября 1909, Москва — 17 марта 1943, Свердловск) — советский литературовед. Муж переводчицы Норы Галь и отец Эдварды Кузьминой.

## Биография
Родился в семье инженера и преподавательницы иностранных языков; согласно семейной легенде, по материнской линии состоял в дальнем родстве с Вальтером Скоттом.
Учился в московском Редакционно-издательском институте, а после его расформирования в Московском государственном педагогическом институте (имени Потёмкина), защитил дипломную работу «Эстетическая теория и творческая практика Флобера», в которой, по мнению научного руководителя Е. Л. Гальпериной, «очень удачно обобщил многие уже известные положения об эстетике и стиле Флобера, связав их воедино и поставив их в связь с мировоззренческими противоречиями Флобера». Здесь же защитил диссертацию, посвященную творчеству Джордж Элиот. Печатался с 1936 года.
Автор статей «Голдсмит и сентиментализм», «Жанр лиро-эпической поэмы Байрона», «Из дневников и писем Байрона», публикаций о творчестве Джордж Элиот, романах Джорджа Мередита и Томаса Харди, Шиллере и Гейне, а также Гоголе, Герцене, Блоке.
Участник Великой Отечественной войны; был тяжело ранен.
Умер в госпитале 17 марта 1943 года. Похоронен на Никольском кладбище Железнодорожного района города Свердловска.
Сборник избранных работ Кузьмина вышел в 1977 году.

## Труды
- О Голдсмите, о Байроне, о Блоке… / Сост. Н. Галь, Э. Кузьмина. — М.: Худож.лит., 1977. Книга включает в себя статьи «Голдсмит и сентиментализм», «Жанр лиро-эпической поэмы Байрона», «Из дневников и писем Байрона», статьи о творчестве Джордж Элиот, романах Мередита, Томасе Харди, Флобере, Шиллере и Гейне, а также о Гоголе, Герцене, Блоке и др.